# 헬렌 페이지 캠프
헬렌 페이지 캠프(Helen Page Camp, 1930년 12월 27일 ~ 1991년 8월 1일)는 미국의 배우, 텔레비전 배우, 영화배우, 연극 배우이다.
워싱턴 D.C.에서 태어났으며 로스앤젤레스에서 사망하였다. 사인은 질병이다.

## 영화
- 패스트-워킹 (1982년)
- 이스케이프 아티스트 (1982년)
- 더 뉴 매버릭 (1978년)
- 텔레폰 (1977년)
- 코작 (1973년)
- 월튼네 사람들 (1972년)
- 너의 토끼를 알게 되다 (1972년)
- 119 구조대 (1972년)
- 딜론 보안관 (1955년)